# うるま警察署
うるま警察署（うるまけいさつしょ）は、沖縄県うるま市大田にある沖縄県警察管轄の警察署である。旧称は具志川警察署。管轄はうるま市の大半（石川地域を除く）。

## 所在地
- 沖縄県うるま市字大田100（沖縄県道10号伊計平良川線沿い）

## 管轄区域
- うるま市（石川地域を除く）

## 沿革
復帰前に具志川村（現在のうるま市）が市昇格と同時期にコザ警察署（現在の沖縄警察署）から分離、「具志川警察署」として平良川交差点付近に設置。具志川市、与那城村、勝連村を管轄とした。
1990年代に現在の大田に移転、2005年（平成17年）に具志川市・与那城町・勝連町が合併し、うるま市になったのに伴い、現在の名称となる。

## 警察署周辺
- うるま市消防本部
- うるま市立具志川東中学校

## 交番
- 赤道交番（うるま市字宮里）
- 安慶名交番（うるま市字安慶名）
- 屋慶名交番（うるま市与那城屋慶名）

## 駐在所
- 具志川駐在所（うるま市字具志川）
- 平安名駐在所（うるま市勝連平安名）
- 平敷屋駐在所（うるま市勝連平敷屋）
- 平安座駐在所（うるま市与那城平安座・平安座島）

南原駐在所は南原警察官詰所に変更
川田駐在所は川田警察官詰所に変更